# Unión Deportiva Lara
La Unión Deportiva Lara es un equipo de fútbol profesional con sede en la ciudad de Barquisimeto, estado Lara que participa en la Tercera División de Venezuela, juega sus partidos como local en el Estadio Farid Richa, que posee una capacidad para 12 480 espectadores.

## Historia
Fue fundado el 15 de octubre de 1985 bajo el nombre de Unión Española de Lara iniciándose en la segunda división venezolana, al año siguiente ascienden a la primera división. Por decisión de la directiva, se producen una serie de cambios y, para la temporada 1986-87 cambia su nombre a Unión Deportiva de Lara. El equipo se mantiene en la máxima categoría hasta la temporada 1992-93 que, aun cuando terminan en el 9.º puesto clasificatorio de 16.º, decide otorgar su lugar a Valencia FC. En la temporada 1993/1994 se titula campeón de la Segunda División de Venezuela . En su retorno a la Primera División, logra una destacada actuación, logrando finalizar la temporada en el 4.º lugar. La temporada 1995-96 marcó su última aparición en el fútbol de la primera división venezolana. A mediados de 1996 , se traslada la sede a San Cristóbal con el nombre de Club Nacional Táchira.

## El Regreso del Histórico
Luego de muchos años, el equipo apodado «El Equipo Color De Mi Sangre» renace con nueva denominación, llamándose Unión Deportiva Lara y la intención de tomar parte nuevamente en los torneos profesionales de la FVF, donde participará en el Torneo Aspirantes para clasificarse a la Tercera División de Venezuela para la temporada 2013-14. Tomó parte en el Torneo Clausura 2013, formando parte del Grupo Centro - Occidental, con rivales como Potros de Barinas FC, Atlético Turén y Unión Lara SC, culminando en la cuarta casilla de grupo, sumando 14 unidades y un total de 3 victorias en todo el semestre, logrando participar así en la Tercera División para la temporada siguiente.
La Tercera División Venezolana 2013-14 comenzó con el Torneo Apertura 2013, donde el equipo larense forma parte del Grupo Central II, del cual finaliza líder, sumando 16 puntos y logrando un total de 5 victorias en 8 partidos, clasificándose así para el siguiente torneo del semestre, donde lucharía por lograr el ascenso a la Segunda División de Venezuela. En el Torneo de Promoción y Permanencia 2014 es colocado en el Grupo Occidental, junto a equipos como el Deportivo JBL del Zulia y el Unión Atlético Zamora, pero esta vez, el equipo no pudo mantener el excelente rendimiento que tuvo en el Apertura: sólo 3 victorias en todo el torneo, y una incomparecencia ante el CD San Antonio le situaron en octava casilla de grupo, con apenas 13 unidades, permaneciendo así en la Tercera División para la siguiente temporada.
Durante la Tercera División Venezolana 2017 El equipo realizó un excelente torneo, quedándose solo a 4 puntos de lograr el ansiado ascenso a la división de plata, perdiendo únicamente 2 compromisos a lo largo de la temporada regular y 2 en el cuadrangular de ascenso, para la temporada siguiente, el sueño seguiría intacto una buena inversión por parte de la directiva lo mantiene en el primer lugar del grupo central A siendo claros favoritos al ascenso.

## Cambio de Escudo
Durante el descanso entre el torneo apertura y el torneo clausura 2018, el equipo el cual pasaba por una Evolución realiza un cambio de imagen, dejando ver así su nuevo escudo estilo Italiano, el nuevo escudo de la institución posee franjas rojas y azules, que simbolizan los colores del equipo, el balón amarillo en la parte inferior del escudo el cual simboliza el monumento al sol, patrimonio de la entidad, por último las siglas UDL y el año de su fundación 1985.

### Cambios de nombre
| Año  | Nombre                 |
| ---- | ---------------------- |
| 1985 | Unión Española de Lara |
| 1986 | Unión Deportiva Lara   |

## Datos del club
- Temporadas en 1.ª División: 10
- Temporadas en 2.ª División: 1
- Temporadas en 3.ª División: 6